# Flamingo Road (Fernsehserie)
Flamingo Road ist eine US-amerikanische Seifenoper der 1980er Jahre, die vom Sender NBC produziert wurde. Der Pilotfilm wurde am 12. Mai 1980 in den USA ausgestrahlt, die Serie startete im Januar 1981. NBC erhoffte sich mit Flamingo Road einen ähnlichen Erfolg wie ihn CBS mit Dallas und Knots Landing verbuchen konnte. Ein derartiger Erfolg war der Serie jedoch nicht beschieden. Was bleibt, ist ein Hauch von Kult  (– immerhin stand ein Freudenhaus im Mittelpunkt und die „Madam“ war eine Sympathieträgerin.) Die kurz darauf im US-Fernsehen gestarteten Fernsehserien Falcon Crest (ebenfalls bei CBS) und Der Denver-Clan (bei ABC) waren bedeutend langlebiger und fanden ein größeres Publikum.
Flamingo Road basierte auf dem Spielfilm Die Straße der Erfolgreichen von 1949 mit Joan Crawford in der Hauptrolle, nach einem Buch von Robert Wilder. Wie in den anderen Seifenopern ging es auch hier um Macht, Intrigen und Sex. Das Geschehen spielte in der fiktiven Stadt Truro in Florida. In Deutschland wurde die Serie, als „Sommerpause-Füller“ für Dallas, Dienstagabend von der ARD ausgestrahlt. Spätere Wiederholungen folgten auf den dritten Programmen.

## Episodenliste

### Staffel 1 (1980–1981)
Die Erstausstrahlung der ersten Staffel war vom 12. Oktober 1980 bis zum 2. April 1981 auf dem US-amerikanischen Fernsehsender NBC. Die deutschsprachige Erstausstrahlung sendete der deutsche Free-TV-Sender Das Erste vom 15. Dezember 1987 (immer dienstags 21:45 Uhr) bis zum 25. September 1988 (beendet an einem Sonntag um 21:15 Uhr mit der Doppelfolge „Teufelssaat“.)
| Nr. (gesamt) | Nr. (in der Staffel) | Deutscher Titel                | Originaltitel       | Regie             | Drehbuch                          | Original-Erstausstrahlung | Deutsche Erstausstrahlung |
| ------------ | -------------------- | ------------------------------ | ------------------- | ----------------- | --------------------------------- | ------------------------- | ------------------------- |
| 1            | 1.01                 | In der Hitze des Südens (1)    | Flamingo Road       | Gus Trikonis      | Rita Lakin, Robert Wilder         | 12.10.1980                | 15.12.1987                |
| 2            | 1.02                 | In der Hitze des Südens (2)    | Flamingo Road       | Gus Trikonis      | Rita Lakin, Robert Wilder         | 12.10.1980                | 22.12.1987                |
| 3            | 1.03                 | In der Gewalt der Gangster (1) | The Hostages (1)    | Edward H. Feldman | Howard Lakin                      | 06.01.1981                | 29.12.1987                |
| 4            | 1.04                 | In der Gewalt der Gangster (2) | The Hostages (2)    | Edward H. Feldman | Howard Lakin                      | 06.01.1981                | 05.01.1988                |
| 5            | 1.05                 | Verbotenes Wochenende          | Illicit Weekend     | John Newland      | Margaret Armen                    | 13.01.1981                | 12.01.1988                |
| 6            | 1.06                 | Indiskretes Tonband            | The Titus Tapes     | Don Weis          | Ann Marcus & Ellis Marcus         | 20.01.1981                | 19.01.1988                |
| 7            | 1.07                 | Gnadenlose Rache               | A Mother’s Revenge  | Bob Sweeney       | Jeff Freilich & Robert Blees      | 27.01.1981                | 26.01.1988                |
| 8            | 1.08                 | Nagelprobe                     | The Fish Fry        | Nicholas Sgarro   | Richard Morgan                    | 03.02.1981                | 02.02.1988                |
| 9            | 1.09                 | Der Augenblick der Wahrheit    | The Election        | Bob Sweeney       | Frank Furio & John Antony Mulhall | 10.02.1981                | 09.02.1988                |
| 10           | 1.10                 | Glühende Eifersucht            | Jealous Wife        | Fernando Lamas    | Margaret Armen                    | 17.02.1981                | 01.03.1988                |
| 11           | 1.11                 | Falle ohne Ausweg              | Trapped             | Barry Crane       | Kathleen Shelley                  | 03.03.1981                | 08.03.1988                |
| 12           | 1.12                 | Frau mit Vergangenheit         | Bad Girl            | Edward H. Feldman | Howard Lakin                      | 09.03.1981                | 15.03.1988                |
| 13           | 1.13                 | Gefährliche Geheimnisse        | Secrets             | Barry Crane       | Jeff Freilich                     | 10.03.1981                | 22.03.1988                |
| 14           | 1.14                 | Tödliche Spur                  | They Drive By Night | Michael Preece    | Frank Furino                      | 17.03.1981                | 29.03.1988                |
| 15           | 1.15                 | Aufruhr in Truro               | Hell Hath No Fury   | Barry Crane       | Howard Lakin                      | 17.03.1981                | 05.04.1988                |
| 16           | 1.16                 | Gift                           | Bad Chemistry       | Paul Stanley      | Jeff Freilich                     | 02.04.1981                | 12.04.1988                |
| 17           | 1.17                 | Mörderischer Sturm             | Hurricane           | Edward H. Feldman | Margaret Armen                    | 02.04.1981                | 19.04.1988                |

### Staffel 2 (1981/1982)
Die Erstausstrahlung der ersten Staffel war vom 3. November 1981 bis zum 4. Mai 1982 auf dem US-amerikanischen Fernsehsender NBC. Die deutschsprachige Erstausstrahlung sendete der deutsche Free-TV-Sender Das Erste vom 26. April 1988 bis zum 27. September 1988.
| Nr. (gesamt) | Nr. (in der Staffel) | Deutscher Titel      | Originaltitel             | Regie             | Drehbuch                                                 | Original-Erstausstrahlung | Deutsche Erstausstrahlung |
| ------------ | -------------------- | -------------------- | ------------------------- | ----------------- | -------------------------------------------------------- | ------------------------- | ------------------------- |
| 18           | 2.01                 | Trügerischer Frieden | The Arrangement           | Ron Satlof        | Bill D'Avray                                             | 03.11.1981                | 26.04.1988                |
| 19           | 2.02                 | Ausgeliefert         | The Victim                | Paul Stanley      | Jeff Freilich                                            | 10.11.1981                | 03.05.1988                |
| 20           | 2.03                 | Hexenkessel          | The Substitute            | Edward H. Feldman | Margaret Armen                                           | 17.11.1981                | 10.05.1988                |
| 21           | 2.04                 | Der Fremde           | The Intruder              | Paul Stanley      | Stephen Black, Henry Stern, Joel Steiger & Burt Mulligan | 24.11.1981                | 17.05.1988                |
| 22           | 2.05                 | Das Geheimnis        | The Stranger              | Stan Lathan       | Stephen Black & Henry Stern                              | 08.12.1981                | 24.05.1988                |
| 23           | 2.06                 | Machtspiele          | The Powers That Be        | Kim Friedman      | Jeff Freilich                                            | 15.12.1981                | 31.05.1988                |
| 24           | 2.07                 | Fälschung            | Little Foxes              | Alan Cooke        | Kathleen Shelley                                         | 22.12.1981                | 07.06.1988                |
| 25           | 2.08                 | Gerissene Geschäfte  | Old Friends               | Larry Elikann     | Stephen Black & Henry Stern                              | 05.01.1982                | 14.06.1988                |
| 26           | 2.09                 | Feindliche Partner   | Strange Bedfellows        | Nick Havinga      | Joyce Perry                                              | 12.01.1982                | 28.06.1988                |
| 27           | 2.10                 | Hitzewelle           | Heatwave                  | Stan Lathan       | Judy Merl & Paul Eric Myers                              | 19.01.1982                | 05.07.1988                |
| 28           | 2.11                 | Verdacht             | To Catch a Thief          | Bill Duke         | Jeff Freilich                                            | 02.02.1982                | 12.07.1988                |
| 29           | 2.12                 | Explosion            | The Explosion             | Stan Lathan       | James Fritzhand                                          | 09.02.1982                | 19.07.1988                |
| 30           | 2.13                 | Skandal              | Chance of a Lifetime      | Nick Havinga      | Stephen Black & Henry Stern                              | 16.02.1982                | 26.07.1988                |
| 31           | 2.14                 | Affären              | Double Trouble            | Bill Duke         | Jeff Freilich                                            | 23.02.1982                | 02.08.1988                |
| 32           | 2.15                 | Schachzüge           | The Dedication            | Nick Havinga      | Kathleen Shelley                                         | 02.03.1982                | 09.08.1988                |
| 33           | 2.16                 | Pikante Enthüllungen | Sins of the Fathers       | Don Weis          | James Fritzhand                                          | 16.03.1982                | 16.08.1988                |
| 34           | 2.17                 | Tödliche Wahrheit    | No Dice                   | Michael Preece    | Stephen Black & Henry Stern                              | 23.03.1982                | 23.08.1988                |
| 35           | 2.18                 | Absturz              | The High and the Mighty   | Don Weis          | Jeff Freilich                                            | 30.03.1982                | 30.08.1988                |
| 36           | 2.19                 | Mord                 | The Bad and the Beautiful | Larry Elikann     | Margaret J. Schibi                                       | 13.04.1982                | 06.09.1988                |
| 37           | 2.20                 | Auge um Auge         | An Eye for an Eye         | Nick Havinga      | Stephen Black & Henry Stern                              | 20.04.1982                | 13.09.1988                |
| 38           | 2.21                 | Racheschwur          | The Harder They Fall      | Larry Elikann     | Jeff Freilich & Kathleen Shelley                         | 27.04.1982                | 25.09.1988                |
| 39           | 2.22                 | Teufelssaat          | Murder, They Said         | Larry Elikann     | Jeff Freilich & Kathleen Shelley                         | 04.05.1982                | 25.09.1988                |

## Trivia
- Mit der Rolle der Constance Weldon Carlyle, die ihr eine Golden-Globe-Nominierung einbrachte, gelang Morgan Fairchild der Durchbruch. Zuvor hatte sie eine Nebenrolle als Jenna Wade in Dallas. In den nachfolgenden Jahren wirkte sie in Seifenopern wie Falcon Crest und in der Rolle der Racine in Karussell der Puppen mit.
- Im Pilotfilm zur Serie wurde die Rolle des Zeitungsverleger Elmo Tyson noch von Mason Adams dargestellt. Daneben spielten noch Melba Moore, Norm Alden und Dianne Kay, die später in der Serie nicht mehr vorkamen.
- David Selby spielte Michael Tyrone, bevor er 1982 die Hauptrolle des Richard Channing in der Serie Falcon Crest übernahm.
- Mark Harmon der Fielding Carlyle verkörpert, war einer der Hauptdarsteller der Serie Navy CIS.(Ausstieg aus der Serie in Staffel 19)
- Viele der Darsteller, wie John Beck oder Kevin McCarthy spielten in anderen Serien wie Dallas, Der Denver-Clan und Die Colbys – Das Imperium.